# Bồ câu rừng xám
Columba pulchricollis là một loài chim trong họ Columbidae.